# 367 (číslo)
Tři sta šedesát sedm je přirozené číslo, které následuje po čísle tři sta šedesát šest a předchází číslu tři sta šedesát osm. Římskými číslicemi se zapisuje CCCLXVII a řeckými číslicemi τξζ.

## Matematika
367 je:
- Prvočíslo
- Šťastné číslo
- Příznivé číslo

## Astronomie
- (367) Amicitia je planetka hlavního pásu, kterou objevil v roce 1893 Auguste Charlois

## Doprava
- Silnice II/367 je česká silnice II. třídy vedoucí na trase Prostějov – Klenovice na Hané – Kojetín – I/47 – Kroměříž – Tlumačov[1][2]

## Roky
- 367
- 367 př. n. l.